# Enrique Ramos Ramos
 (août 2018).
Si vous disposez d'ouvrages ou d'articles de référence ou si vous connaissez des sites web de qualité traitant du thème abordé ici, merci de compléter l'article en donnant les références utiles à sa vérifiabilité et en les liant à la section « Notes et références ».
Pour les articles homonymes, voir Ramos.
Enrique Ramos Ramos (Algarrobo, 1890 - Munich, 1958) est un homme politique et un avocat espagnol.

## Biographie
Professeur de droit romain à l'Université centrale de Madrid, il commence sa carrière politique en se présentant aux élections de 1931, pour l'Acción Republicana. Il obtient un siège dans le district de Malaga . Il participe à la fondation de la gauche républicaine , et obtient pour cette nouvelle formation politique, un siège pour la circonscription de Madrid aux élections de 1936.
Après la victoire du Front populaire, il est ministre du Travail de la Santé et du Bien-être social du 19 février au 13 mai 1936, date à laquelle il devient ministre de l'Économie et des Finances jusqu'au premier gouvernement de Francisco Largo Caballero.
Après la guerre, il s'exile aux États-Unis et en Allemagne de l'Ouest où il meurt, à Munich, en 1957.